# Острова Чинча
Острова Чинча (исп. Islas Chincha) — группа из трёх небольших островов в 21 км от юго-западного побережья Перу, неподалёку от города Писко. Острова были известны богатыми залежами гуано, однако к 1874 году они были почти полностью выработаны.

## География
Острова сложены гранитами, берега обрывистые, на прибрежных утёсах во множестве гнездятся морские птицы. Два крупных острова, Северный Чинча (исп. Isla Chincha Norte) (0,36 км²) и Центральный Чинча (исп. Isla Chincha Centro) (0,40 км²), имеют 1300 м в длину и до 900 м в ширину; Северный Чинча поднимается из океана на высоту до 34 м. Третий остров, Южный Чинча (исп. Isla Chincha Sur) (0,16 км²), по площади вдвое меньше, чем его соседи, и имеет размеры примерно 800 на 600 м.

## История
Примерно с 1000 г. н. э. острова, как и близлежащее побережье, населяли индейцы чинча, приблизительно в 1476 году их вытеснили из этих мест инки. Острова сохранили очень мало следов присутствия доколумбовых обитателей.
Острова приобрели огромное хозяйственное значение в XIX веке, когда на них были обнаружены богатейшие залежи гуано, мощность которых местами достигала 30 м. Перу начало разработку месторождений в 1840 году; в середине XIX века добываемое на островах гуано было основной статьёй перуанского экспорта и приносило большую часть государственного дохода.
Захват островов испанским флотом 14 апреля 1864 года послужил началом Испано-южноамериканской войны, продолжавшейся до 1866 года.
С 1874 года запасы гуано на островах начали истощаться, а с начала XX века гуано потеряло свою ценность в связи с появлением синтетических минеральных удобрений.